# Murumamani
Murumamani (auch: Muromamani) ist eine Ortschaft im Departamento La Paz im Hochland des südamerikanischen Anden-Staates Bolivien.

## Lage im Nahraum
Murumamani ist drittgrößte Ortschaft des Kanton Warisata im Municipio Achacachi in der Provinz Omasuyos. Die Ortschaft liegt auf einer Höhe von 4089 m am Südrand der Cordillera Muñecas, nur sieben Kilometer Luftlinie entfernt vom "Golf von Achacachi" im südöstlichen Teil des Titicacasees.

## Geographie
Murumamani liegt auf dem bolivianischen Altiplano zwischen den Anden-Gebirgsketten der Cordillera Occidental im Westen und der Cordillera Central im Osten. Das Klima der Region leitet sich ab aus der Höhenlage auf dem Altiplano und der Nähe zur großen Wasserfläche des Titicacasees, der die Temperaturschwankungen abmildert.
Die Jahresdurchschnittstemperatur liegt bei 11 °C (siehe Klimadiagramm Achacachi), wobei der Monatsdurchschnitt im kältesten Monat (Juli) mit 8 °C nur wenig von den wärmsten Monaten (November bis März) mit 12 °C abweicht. Das Klima ist arid von Juni bis August mit nur sporadischen Niederschlägen und humid in den Sommermonaten, vor allem von Dezember bis März, mit Monatsniederschlägen von teilweise mehr als 100 mm. Der Jahresniederschlag liegt bei etwa 600 mm.

## Verkehrsnetz
Murumamani liegt 111 Straßenkilometer nordwestlich von La Paz, der Hauptstadt des gleichnamigen Departamentos.
Von La Paz führt die asphaltierte Nationalstraße Ruta 2 in nordwestlicher Richtung 70 Kilometer bis Huarina, von dort zweigt in nördlicher Richtung die Ruta 16 ab, die nach 23 Kilometern Achacachi erreicht. Direkt hinter Achacachi zweigt nach Nordosten hin eine Landstraße Richtung Sorata ab, die nach acht Kilometern Warisata erreicht, von dort aus führt eine unbefestigte Landstraße in nordwestlicher Richtung über Tahari nach Murumamani.

## Bevölkerung
Die Einwohnerzahl der Ortschaft ist in den vergangenen beiden Jahrzehnten um etwa ein Fünftel angestiegen:
| Jahr | Einwohner | Quelle       |
| ---- | --------- | ------------ |
| 1992 | 710       | Volkszählung |
| 2001 | 627       | Volkszählung |
| 2012 | 846       | Volkszählung |
| 2024 |           | Volkszählung |

Die Region weist einen hohen Anteil an Aymara-Bevölkerung auf, im Municipio Achacachi sprechen 94,1 Prozent der Bevölkerung Aymara.